# اسکات گویت
اسکات گویت (انگلیسی: Scott Guyett؛ زادهٔ ۲۰ ژانویهٔ ۱۹۷۶) بازیکن فوتبال اهل استرالیا است.
از باشگاه‌هایی که در آن بازی کرده‌است می‌توان به باشگاه فوتبال یئوویل تاون، باشگاه فوتبال ای‌اف‌سی بورنموث، باشگاه فوتبال آکسفورد یونایتد، باشگاه فوتبال ساوتپورت، باشگاه فوتبال گرزلی، و باشگاه فوتبال آلدرشات تاون اشاره کرد.